# 유승현 (축구 선수)
유승현(한국 한자: 兪勝峴, 2003년 6월 4일 ~ )는 대한민국의 축구 선수로, 포지션은 라이트백이다. 현재 K리그2 부천 FC 1995 소속이다.